# Snaartheorie

Interactie in de subatomaire wereld: wereldlijnen van puntdeeltjes in het standaardmodel of een wereldblad uitgeveegd door gesloten snaren in de snaartheorie.

De snaartheorie of stringtheorie is een theorie waarmee natuurkundigen pogen de vier fundamentele natuurkrachten in de natuurkunde (de elektromagnetische kracht, de sterke en zwakke kernkracht en de zwaartekracht) in één allesomvattende theorie onder te brengen. Ze is een kandidaat voor de zogenaamde unificatietheorie.

## Omschrijving
Een persbericht op de website van de Universiteit van Amsterdam, gepubliceerd naar aanleiding van de door Robbert Dijkgraaf gewonnen Spinozapremie, bevatte de volgende omschrijving van de theorie:
Snaartheorie is de extreemste vorm van theoretische fysica en de belangrijkste kandidaat voor een kwantummechanische beschrijving van de zwaartekracht. Dat is nodig omdat de huidige theorieën, in het bijzonder de relativiteitstheorie, onvolledig zijn. Snaartheorie werkt niet met elektronen of quarks maar met een soort mini-elastiekjes die op allerlei wijzen kunnen trillen. Alle verschillende elementaire deeltjes om ons heen zouden dan ontstaan als de trillingen van één enkele snaar, zoals de boventonen van een vioolsnaar. Op deze wijze is het mogelijk de zwaartekracht volgens de wetten van de kwantummechanica te beschrijven. Met dat uitgangspunt kan snaartheorie bijvoorbeeld extreem zware én erg kleine objecten beschrijven, zoals zwarte gaten en het universum vlak na de oerknal.

## Geschiedenis
In 1921 ontwikkelden Theodor Kaluza en Oskar Klein onafhankelijk van elkaar het idee dat elektromagnetisme in een verenigde krachtentheorie afgeleid kan worden van zwaartekracht als er vier in plaats van drie ruimtelijke dimensies zijn, en deze vierde opgerold is in een kleine cirkel. Deze theorie staat bekend onder de naam kaluza-klein-theorie.
De officiële geboorte van de snaartheorie gaat terug tot 1970, toen drie theoretici op het gebied van elementaire deeltjes (Yoichiro Nambu, Holger Bech Nielsen en Leonard Susskind) zich realiseerden dat de beschrijving van de sterke kernkracht door Gabriele Veneziano uit 1968, ook voor de kwantummechanica van trillende snaren geldt.
Nambu veronderstelde dat de minuscule gespannen snaartjes afmetingen bezitten, van ongeveer met de huidige techniek kleinst meetbare omvang 10−15 meter, een biljoenste deel van een millimeter, de grootte van een proton of neutron. De eigenschappen van de deeltjes worden afgeleid van de verschillende trillingswijzen, vergelijkbaar met de verschillende tonen van een snaar.
Vijf jaar later kon het verklaringsmodel met quarks, de kwantumchromodynamica, meer experimentele successen boeken en werd het snaarmodel verlaten.
De snaartheorie kwam terug door bevindingen van J. Scherk en J. Schwarz: snaartheorie bevat Einsteins algemene relativiteitstheorie want ze vereist een massaloos deeltje met spin 2 en dat deeltje interageert op universele manier met alle andere materie.
Alle deeltjes hebben een spin die gelijk is aan:
- 1/2 voor elektronen, protonen, en neutronen.
- 1 voor het foton of lichtkwantum, de drager van de elektromagnetische kracht. Deze heeft een rustmassa gelijk aan nul. Die rustmassa van nul is bijzonder: zij komt overeen met een kracht die over grote afstanden voelbaar blijft.
- 2 voor het graviton, vermoedelijke drager van de zwaartekracht, met eveneens een rustmassa nul. De spin 2 volgt uit de structuur van Einsteins theorie.

De snaartheorie maakte hierdoor rond 1974 een rentree, toen men zich realiseerde dat deeltjes met spin 2 massa 0 moeten hebben, hetgeen overeenkomt met wat we van het graviton verwachten. Hiermee had de snaartheorie zich gepositioneerd als een "theorie voor alles", dat wil zeggen een verenigde theorie voor vier elementaire krachten.
Voor de jaren 1990 waren snaartheoretici van mening dat er drie verschillende supersnaartheorieën zijn, het Type I, Type II A en Type II B en twee heterogene snaartheorieën (SO (32) en E8 × E8).
Men dacht dat deze vijf theorieën tot slechts één theorie zouden leiden: de "theorie van alles". Deze theorie, waarbij de tien dimensies zouden kunnen herleid worden tot onze vier dimensies zou overeenkomen met de fysische waarnemingen in onze wereld, werd verondersteld de juiste te zijn.
Nu gaat men ervan uit dat de vijf supersnaartheorieën met elkaar zijn verbonden alsof ze elk een speciaal geval van een meer fundamentele theorie (de M-theorie) zijn. Deze theorieën zijn met elkaar verbonden door wat men noemt dualiteiten. Als twee theorieën met elkaar verbonden zijn door een dualiteitstransformatie, betekent dit dat beide theorieën door middel van een transformatie en een inverse transformatie in elkaar kunnen omgezet worden. Ze beschrijven hetzelfde op een verschillende manier.
Men heeft ook gemerkt dat gesloten snaren zich grotendeels gedragen als open snaren. Hierdoor kan men relatief eenvoudigere berekeningen doen op open snaren, die dan ook geldig zijn op gesloten snaren. Het is mogelijk dat alleen de snaren die verantwoordelijk zijn voor de zwaartekracht, gesloten snaren zijn.

## Experimentele verifieerbaarheid
Er zijn nog geen experimentele bewijzen die de theorie ondersteunen. De snaartheorie heeft de reputatie complex te zijn. Het is al moeilijk genoeg om experimenteel toetsbare uitspraken te doen, maar een groot praktisch probleem is dat het energieniveau waarop bepaalde aspecten van de snaartheorie zichtbaar kunnen worden nog erg ver boven de capaciteit van de huidige generatie deeltjesversnellers ligt. Daarom is het voorlopig niet mogelijk deze theorie experimenteel in haar geheel te toetsen. In juni 2009 is een fysisch verschijnsel verklaard met behulp van de snaartheorie door FOM.
Het is mogelijk dat bepaalde deelaspecten van de snaartheorie in de nabije toekomst experimenteel getoetst kunnen worden. De meest waarschijnlijk geachte plaats daarvoor is de nieuwe deeltjesversneller in het CERN te Genève, de LHC. De snaartheorie veronderstelt een tien- of elfdimensionale ruimte en supersymmetrie; misschien zou het bestaan van extra dimensies kunnen worden aangetoond: als er energie verdwijnt tijdens een experiment, zou deze energie zich moeten bevinden in een andere dimensie. De LHC zou ook supersymmetrie kunnen aantonen. Als de wereld waarin wij leven, inderdaad supersymmetrisch is (zoals vele theoretische fysici denken en hopen), betekent dit dat elk deeltje een supersymmetrische partner heeft. Zo is een squark de super-symmetrische partner van een quark. De supersymmetrische partners zijn echter veel zwaarder. Als die 'partnerdeeltjes' waargenomen worden, is dat dus een ondersteuning van het bestaan van supersymmetrie.
Echter, het bestaan van supersymmetrische partners of extra dimensies wordt ook in andere theorieën voorspeld en is dus geen bewijs voor de snaartheorie. Tevens is het mogelijk dat deze deeltjes pas ontdekt kunnen worden met veel sterkere deeltjesversnellers.
Er is een aantal problemen ten aanzien van de toetsbaarheid van de snaartheorie, maar er zijn ook aspecten die de theorie juist heel aantrekkelijk maken. Ten eerste is de snaartheorie in staat om kwantummechanica op een elegante manier met relativiteitstheorie te verenigen. Met andere woorden, ze legt uit hoe zwaartekracht op de allerkleinste lengteschalen eruitziet. Dit is een groot voordeel ten opzichte van de meeste andere theorieën. (Een uitzondering is de zogeheten loop-kwantumzwaartekracht.) Bovendien is de snaartheorie in staat om veel ogenschijnlijk verschillende theorieën te beschrijven als verschillende toestanden van één enkele theorie. Er zijn bijvoorbeeld 5 of 6 verschillende versies van de snaartheorie (namelijk, de vijf supersnaartheorieën en M-theorie). Men weet dat deze in wezen dezelfde theorie zijn, maar op een andere manier beschreven. Een eigenschap van de snaartheorie is dat deze gedrag van zwarte gaten op microscopische schaal kan beschrijven en verklaren.

## Snaartheorie in de natuurkunde
De vier fundamentele natuurkrachten in de natuurkunde (de elektromagnetische kracht, de sterke en zwakke kernkracht en de zwaartekracht) worden beschreven in twee theorieën:
- De relativiteitstheorie is een beschrijving van de natuur op grote afstanden en bij hoge snelheden, daarmee een macroscopische beschrijving van de gravitatie. (Bij lage snelheden en lage massa's kan men zwaartekracht ook beschrijven met Newton's gravitatietheorie.)
- De kwantummechanica is een beschrijving van het gedrag van de materie op zeer kleine schaal, met andere woorden hoe fundamentele deeltjes op elkaar inwerken. De sterke, zwakke en elektromagnetische krachten moeten dus beschreven worden met een kwantumtheorie. Deze theorie werd gevonden in de tweede helft van de twintigste eeuw en men noemt deze nu het Standaardmodel van de deeltjesfysica.

In 'alledaagse' situaties waarin geen sprake is van zeer grote snelheden of massa's, waarin het gedrag van de materie op zeer kleine schaal te verwaarlozen is, worden de bovenstaande theorieën herleid tot klassieke of Newtoniaanse mechanica en de meer vertrouwde wereld van vloeistoffen, gassen en vaste stoffen. Dit geeft dan aanleiding tot de beter bekende takken van de fysica, zoals de fysica die in het secundair onderwijs geleerd wordt.
Meestal hebben kwantummechanica, klassieke mechanica en relativiteitstheorie hun eigen toepassingsgebied, door het schaalverschil waar ze van toepassing zijn. (Het is bijvoorbeeld duidelijk dat men geen kwantummechanica nodig heeft om het macroscopische gedrag van een gas te beschrijven. Ook heeft men geen relativiteitstheorie nodig om de baan van een naar de aarde toe vallend voorwerp te berekenen: in deze situatie is de gravitatietheorie van Newton goed genoeg voor een nauwkeurige beschrijving.)
Er zijn echter toepassingen waarbij zowel met kwantummechanica als met relativiteitstheorie rekening moet worden gehouden, bijvoorbeeld de gravitatie op kleine schaal bij zwarte gaten ook als men de tijd vlak na de oerknal wil bestuderen. Deze situaties zijn heel interessant voor een dieper inzicht in ons universum. Het is problematisch dat er nog steeds geen omvattende theorie bekend is die tegelijkertijd relativistische als kwantummechanische effecten kan beschrijven. Reeds lang zoekt men één universele theorie, die dit wél kan, de zogenaamde unificatietheorie.
Het feit dat snaartheorie zowel relativiteitstheorie als kwantummechanica omvat, maakt haar een goede kandidaat voor de unificatietheorie (ook wel Theorie van alles). Dit is de reden waarom de snaartheorie nijver wordt bestudeerd.

## Snaren en extra dimensies
Hierboven werd uitgelegd dat snaartheorie erin slaagt Einsteins algemene relativiteitstheorie te combineren met kwantummechanica. Men zegt ook wel dat snaartheorie een consistente kwantumgravitatie-theorie is. De snaartheorie veronderstelt dat deeltjes in werkelijkheid kleine, trillende, eendimensionale snaren zijn. Verschillende trillingswijzen van een snaar worden dan waargenomen als verschillende deeltjes. Zoals een snaar van een viool verschillende tonen kan voortbrengen door de lengte van de snaar te veranderen, kan een snaar verschillende basisdeeltjes vormen, zoals quarks of elektronen. Er is dus nog een extra unificerend aspect aan de snaartheorie: alle verschillende deeltjessoorten worden op een elegante manier verenigd in één enkel fundamenteel geheel. Zoals in de inleiding staat, zijn deze snaren (als ze bestaan) wel erg moeilijk om waar te nemen: ze zouden afmetingen hebben, om en nabij de plancklengte (10−35 meter), terwijl met de huidige techniek de kleinst meetbare afstand 10−15 meter is.
Een ander aspect van de snaartheorie is dat wiskundige consistentie een meerdimensionale ruimte vereist. In onze huidige wereld kennen we drie tastbare ruimtedimensies, plus één tijdsdimensie. In het totaal zijn er dus vier ruimtetijdsdimensies. De snaartheorie gaat er echter van uit dat op zeer kleine schaal de ruimte niet vier-, maar tien-, of zelfs elfdimensionaal is. De zes 'extra' dimensies zijn 'opgerold', en daardoor niet waarneembaar. Omdat met de huidige deeltjesversnellers geen extra dimensies gevonden zijn, moeten de extra dimensies kleiner zijn dan de lengteschaal die de deeltjesversnellers kunnen 'zien', ongeveer 10−15 meter. Een vergelijking die vaak gebruikt wordt om het begrip van 'opgerolde' (ook wel 'compacte') dimensies uit te leggen, is de volgende: een tuinslang is een object dat er voor 'grote' waarnemers uitziet als een eendimensionaal object. Een tuinslang heeft immers één richting: zijn lengterichting. Echter, voor een mier die op de tuinslang loopt ziet dit er anders uit. Voor haar is er (naast de lengterichting) ook nog de richting rondom de tuinslang. Een mier ziet dus één dimensie meer dan wat een waarnemer ziet die alleen grote lengteschalen kan waarnemen. Op dezelfde manier zouden wij (als macroscopische waarnemers) kleine dimensies in het dagelijkse leven 'over het hoofd' kunnen zien, terwijl deze kleine richtingen wel zichtbaar zouden kunnen zijn voor heel kleine deeltjes (of snaren), of bij heel hoge energieën (in bepaalde experimenten in toekomstige deeltjesversnellers).

## Varianten van de snaartheorie
Zoals hierboven reeds vermeld werd, zijn er verschillende versies van de snaartheorie. In het begin werd dit gezien als een gebrek. Als er verschillende versies van een theorie zijn, is het moeilijker om na te gaan of één daarvan misschien juist is. Het is echter duidelijk geworden dat de verschillende versies eigenlijk dezelfde theorie zijn, maar op een andere manier beschreven. Dit zijn de zogeheten dualiteiten tussen verschillende snaartheorieën. Het feit dat de bestaande versies van snaartheorie dezelfde fysica kunnen beschrijven op een ogenschijnlijk andere manier, wordt vandaag de dag juist gezien als een belangrijk aspect, en niet meer als een gebrek. Deze dualiteiten laten immers toe voor een bepaald probleem de beschrijving te kiezen in dewelke de berekeningen het eenvoudigst zijn. Typisch treedt het volgende op: hoe moeilijker een probleem in één beschrijving, des te gemakkelijker de berekening in een andere beschrijving. Meer technisch wordt de grootte van de koppelingsconstante omgekeerd bij de overgang van één theorie naar haar/een duale. Voorbeelden van veelgebruikte dualiteiten in berekeningen zijn de open/gesloten-dualiteit, S-dualiteit, en T-dualiteit.
Een onderscheid tussen de verschillende versies van snaartheorie is het al dan niet voorkomen van open snaren. Open snaren zijn trillende snaren, met twee eindpunten (zoals een koordje). Dit is in tegenstelling tot de gesloten snaren, die geen eindpunten hebben (zoals een elastiekje). Snaartheorieën met open snaren hebben ook nog een andere soort fundamentele objecten: de zogeheten D-branen (genoemd naar de wiskundige Johann Dirichlet). De D-branen zijn hoger-dimensionale objecten (denk bijvoorbeeld aan een tweedimensionaal oppervlak), waaraan de eindpunten van de open snaren vastgehecht zijn.
D-branen zijn erg belangrijk in pogingen om onze wereld te beschrijven met snaartheorie. Het opzetten van een snaartheoretisch model van onze werkelijkheid blijkt immers geen makkelijke taak. D-branen zijn een belangrijk hulpmiddel voor pogingen om zulke modellen te bouwen. Een veel onderzocht voorbeeld is het volgende. Stel dat onze wereld eigenlijk een driedimensionaal D-braan is. Als alle snaren, met uitzondering van die van de gravitonen, open zijn, zitten de meeste deeltjes en krachten 'vastgeplakt' aan het braan. Zwaartekrachtdeeltjes zijn gesloten, waardoor ze niet langer aan een dimensie vastzitten. Ze kunnen dus onze dimensies verlaten, wat zou verklaren waardoor de zwaartekracht zoals wij deze waarnemen relatief erg zwak is t.o.v. de andere drie krachten. Dat model zou dus meteen een gegronde verklaring geven voor een van de grote vragen van de natuurkunde, namelijk de vraag waarom de zwaartekracht tussen fundamentele deeltjes zo zwak is.
Er zijn verschillende snaartheorieën, waarvan er vijf werken met supersnaren. Deze vijf supersnaartheorieën zijn met elkaar verwant, alsof ze de werkelijkheid vanuit een verschillend standpunt belichten. Tot slot is er ook nog de M-theorie. Deze geeft een samenvattende beschrijving van de vijf snaartheorieën, maar helaas is deze theorie nog niet goed begrepen. De fundamentele objecten van M-theorie zijn bovendien geen snaren maar zogeheten membranen, twee- of vijf-dimensionale objecten. In de tabel hieronder wordt een overzicht gegeven van de vijf snaartheorieën en hun typerende eigenschappen.
| Snaartheorieën | Snaartheorieën        | Snaartheorieën |
| Type           | Ruimte-tijd-dimensies | Details |
| -------------- | --------------------- | --- |
| Bosonisch      | 26                    | Alleen bosonen, geen fermionen, wat alleen krachten betekent, geen materie, met open en gesloten strings; een deeltje met imaginaire massa, het tachyon genoemd, met een snelheid hoger dan de snelheid van het licht representeert een instabiliteit in deze theorie. |
| I              | 10                    | Supersymmetrie tussen krachten en materie, met open en gesloten strings; geen tachyonen; ijkgroep is SO(32) |
| IIA            | 10                    | Supersymmetrie tussen krachten en materie, met alleen gesloten strings gebonden tot D-braan; geen tachyonen; massaloze fermionen zijn niet-chiraal |
| IIB            | 10                    | Supersymmetrie tussen krachten en materie, met alleen gesloten strings gebonden tot D-braan; geen tachyonen; massaloze fermionen zijn chiraal |
| HO             | 10                    | Supersymmetrie tussen krachten en materie, met alleen gesloten strings; geen tachyonen; heterotisch, wat betekent dat links- en rechtsbewegende strings verschillen; ijkgroep is SO(32)                                                                                |
| HE             | 10                    | Supersymmetrie tussen krachten en materie, met alleen gesloten strings alleen; geen tachyonen; heterotisch, wat betekent dat links- en rechtsbewegende strings verschillen; ijkgroep is E8×E8                                                                          |

## Kritiek
Dankzij de M-theorie van Edward Witten beschouwen steeds meer natuurkundigen de snaartheorie als een serieuze kandidaat voor de universele unificatietheorie. Sommige natuurkundigen, zoals Brian Greene, geloven dat de snaartheorie in de niet zo verre toekomst tot een universele theorie zou kunnen leiden. Hij schreef: "And a sizeable part of the physics and mathematics community is becoming increasingly convinced that string theory may provide the answer." (Vrije vertaling: "Een aanzienlijk deel van de natuur- en wiskundige gemeenschap raakt er in toenemende mate van overtuigd dat de snaartheorie mogelijk het antwoord kan geven.")
Andere natuurkundigen echter verzetten zich ertegen omdat na decennia van onderzoek de bewijzen - in de zin van experimentele bevestigingen of zelfs maar experimentele toetsbaarheid - nog steeds uitblijven. Sheldon Glashow heeft de snaartheorie met middeleeuwse theologie vergeleken, meer op geloof en gedachtespinnerij gebaseerd dan op waarnemingen en proefnemingen, en Richard Feynman deed haar botweg af als 'onzin'. Recent werd kritiek op de snaartheorie geuit in de boeken van Peter Woit: Not Even Wrong en Lee Smolin: The Trouble with Physics. Woit bekritiseert de wetenschappelijke monocultuur in de theoretische natuurkunde door de dominantie van het snarentheoretisch onderzoek en stelt voor ook te zoeken naar andere kandidaten voor een "theorie van alles" zoals een uitbreiding van de kwantumveldentheorie. Snaartheorie is 'not even wrong' omdat een haalbaar wetenschappelijk experiment dat de theorie bevestigt dan wel ontkracht (nog) niet concipieerbaar is.
Gelijksoortige kritiek is ook in het boek van Smolin te vinden: door de zeer vele mogelijkheden om de 10 dimensies van de snaartheorieën op te vouwen tot de waarneembare 4 (hij citeert 10500), zijn de snaartheorieën toch niet zo elegant als het lage aantal parameters doet vermoeden, en is de voorspellende kracht laag. De enige achteraf experimenteel geteste voorspelling die snaartheoretici ooit gedaan hebben, namelijk dat de uitdijing van het heelal kon vertragen, bleek fout. Ook is de snaartheorie niet achtergrond-onafhankelijk, terwijl ze toch de achtergrond-onafhankelijke algemene relativiteitstheorie met de kwantumfysica zou moeten verenigen.
Hoewel de naam snaartheorie algemeen ingang gevonden heeft, mag er eigenlijk hoogstens over een hypothese gesproken worden. Niettemin behoeven de uitgangspunten van de snaartheorie voor vele fysici die hun carrière eraan te danken hebben geen discussie meer. Door de grote, zichzelf in stand houdende groep snaartheoretici aan voorname faculteiten wordt volgens Smolin de zoektocht naar de universele unificatietheorie belemmerd. Hoewel de energieën, nodig voor experimentele verificatie van een universele unificatietheorie voor de mens onhaalbaar hoog zijn, ziet hij toch mogelijkheden in astronomische observaties, bijvoorbeeld van de uitdijing van het heelal (zie donkere energie) of van kosmische straling.